# أليخاندرا أورتيغا
أليخاندرا أورتيغا (بالإسبانية: Alejandra Ortega)‏ هي منافسة ألعاب القوى مكسيكية، ولدت في 8 يوليو 1994 في مدينة مكسيكو في المكسيك.

## وصلات خارجية
- أليخاندرا أورتيغا على موقع الاتحاد الدولي لألعاب القوى (الإنجليزية)
- أليخاندرا أورتيغا على موقع اللجنة الأولمبية الدولية (الإنجليزية)
- أليخاندرا أورتيغا على موقع أوليمبيديا (الإنجليزية)